# Kneria stappersii
Kneria stappersii är en fiskart som beskrevs av Boulenger, 1915. Kneria stappersii ingår i släktet Kneria och familjen Kneriidae. IUCN kategoriserar arten globalt som livskraftig. Inga underarter finns listade i Catalogue of Life.